# 머핀 트레이

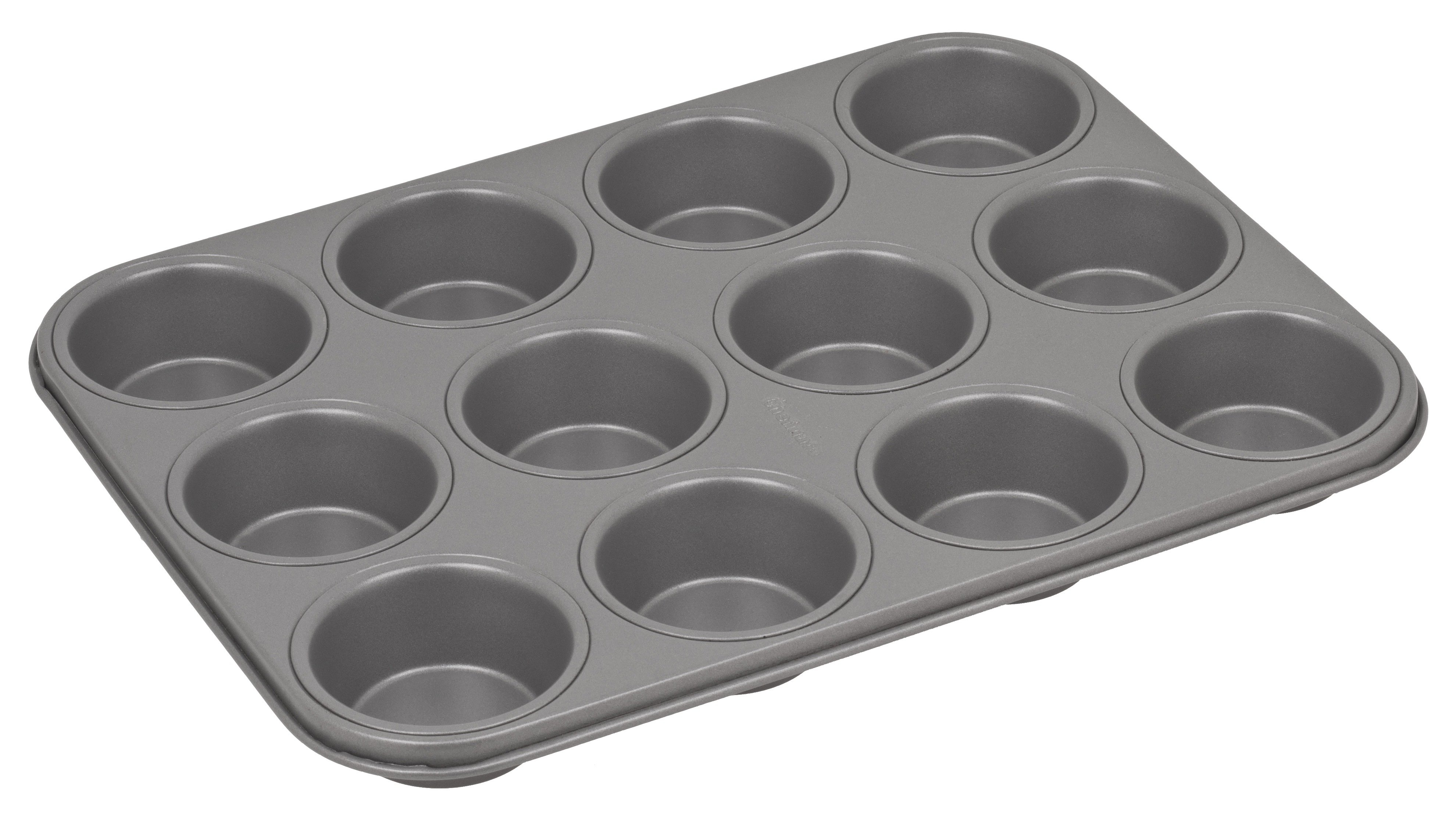
12구 머핀 트레이

머핀 트레이(muffin tray)는 머핀이나 컵케이크 등을 굽는 오븐 용기이다. 알루미늄, 스테인리스강, 무쇠, 실리콘 등으로 만들어지며, 6구, 8구, 12구, 24구, 35구 트레이 등이 있다.